# Lindsay Langston
Lindsay Langston, född 1979, är en amerikansk bågskytt. Hon deltog vid olympiska sommarspelen 1996.